# Dinkelaue mit Oldemölls Venneken
Koordinaten: 52° 7′ 25″ N, 7° 6′ 45″ O
Das Naturschutzgebiet Dinkelaue mit Oldemölls Venneken liegt auf dem Gebiet der Gemeinde Heek im Kreis Borken in Nordrhein-Westfalen. Darin enthalten sind u. a. die Naturschutzgebiete  Dinkelniederung (16,6 ha), Dinkeltalung (14,2 ha), Dinkelwiesen (69,0 ha) und Oldemölls Venneken (12,5 ha).
Das aus 10 Teilflächen bestehende Gebiet erstreckt sich zu beiden Seiten der Dinkel zwischen der Heeker Bauerschaft Wext im Norden und dem Schöppingener Ortsteil Gemen im Süden. Die nördliche Teilfläche liegt zu beiden Seiten der A 31, am südlichen Rand der südlichen Teilfläche verläuft die Landesstraße L 570.

## Bedeutung
Das rund 273 ha große Gebiet ist seit dem Jahr 1956/2016 unter der Kenn-Nummer BOR-005 als Naturschutzgebiet ausgewiesen. Schutzziele sind u. a.
- die ökologische Aufwertung der Dinkel durch Entwicklung naturnaher Fließgewässerstrukturen sowie dem Zulassen fließgewässerdynamischer Prozesse,
- die Erhaltung, Entwicklung und ökologische Aufwertung naturnaher Laubwaldbestände durch naturnahe Waldbewirtschaftung und der Förderung eines hohen Alt- und Totholzanteils,
- die Erhaltung und extensive Bewirtschaftung von artenreichem, feuchtem und magerem Grünland, um dessen Bedeutung für wiesentypische Lebensgemeinschaften zu stärken, und
- die Erhaltung und Pflege der z. T. nährstoffarmen Stillgewässer.[2]